# Strobilanthes longispica
Strobilanthes longispica är en akantusväxtart som först beskrevs av Hung Pin Tsui, och fick sitt nu gällande namn av John Richard Ironside Wood och Y.F.Deng. Strobilanthes longispica ingår i släktet Strobilanthes och familjen akantusväxter. Inga underarter finns listade i Catalogue of Life.